# NGC 7344
NGC 7344 (również PGC 69433) – galaktyka spiralna z poprzeczką (SABab?), znajdująca się w gwiazdozbiorze Wodnika. Odkrył ją Albert Marth 1 października 1864 roku.